# Pygoscelis tyreei
Pygoscelis tyreei är en utdöd fågel i familjen pingviner inom ordningen pingvinfåglar. Den beskrevs 1972 utifrån fossila lämningar från tidig pleistocen funna i Nya Zeeland.